# Charles Gordon Maynard
Charles Gordon Maynard var opfinderen af vingummien. Hans opdagelse blev gjort i London i 1909. Charles' far ejede en slikbutik og var nær ved at fyre sønnen, da han hørte om vingummierne, idet han var stærkt troende metodist. Charles overbeviste dog sin far om, at opskriften på det nye slik ikke indeholdt vin.